# Oxyopsis media
Oxyopsis media är en bönsyrseart som beskrevs av Carl Stål 1877. Oxyopsis media ingår i släktet Oxyopsis och familjen Mantidae. Inga underarter finns listade i Catalogue of Life.